# نامادریم یک بیگانه است
نامادریم یک بیگانه است (به انگلیسی: My Stepmother Is an Alien) فیلمی محصول سال ۱۹۸۸ و به کارگردانی ریچارد بنجامین است. در این فیلم بازیگرانی همچون دن اکروید، کیم بسینگر، جان لاویتس، آلیسون هانیگان، جوزف ماهر، ست گرین، آن پرنتیس، آنتونی جی، پیتر برومیلو، هری شیرر و جولیت لوئیس ایفای نقش کرده‌اند.